# Bettinotti Fernández
Bettinotti Fernández es un grupo musical argentino de tango y rock fundado en el año 2001 por Alejandro Bettinotti y Hernán Fernandez.

## Historia

### Señores Monos
En el año 2001 Bettinotti-Fernández surge como mutación de la banda de rock Señores Monos, a partir de entonces comenzaba la presentación en un amplio circuito de Bares, Teatros y Centros Culturales de Buenos Aires, mostrando de manera original sus tangos frente al público. En el 2002 sus presentaciones ya se habrían extendido hacia el interior del país.
En el año 2003 fueron seleccionados por el festival "Argentina Nueva Mente" para viajar auspiciados por la Cancillería Argentina a Barcelona (España). Su música y sus letras porteñas no dejarían de cautivar al público europeo en una gira por Andalucía.

### Los porteños de Gardel
En el año 2004 regresan a la Argentina para grabar su primer disco Los porteños de Gardel con doce nuevos tangos.

### Tangolpeados
En el 2006 libran su nuevo disco Tangolpeados, presentando un barrio imaginario con personajes que irían integrando el repertorio musical con un adicional de doce nuevos tangos de autoría propia.

### Rezongando rezongar
A comienzos del 2007 presentan el disco Rezongando rezongar, con catorce composiciones nuevas. Su gesto artístico continuaría creciendo hacia el año 2008.
En esta edición los tangos de Bettinotti-Fernández reflejan historias y personajes de la ciudad porteña. 

### El hombre muere del hombre
El anuncio de una nueva versión de Hernán Fernandez y Alejandro Bettinotti interpretando las partituras del tango con su lanzamiento 2008 titulado El hombre muere del hombre.

### Matemos al televisor
Con un estilo afianzado pero sin perder el espíritu de búsqueda, Matemos al televisor logra conjugar, en las letras, la mordacidad con el lirismo y, en la música, la melancólía del tango con la potencia del rock y el certero desborde del candombe 2009 (Jorge Consiglio - Escritor) Matemos al televisor.

## Miembros
- Alejandro Bettinotti - Piano y voz.
- Hernán Fernandez - Bajo, contrabajo y guitarra.
- Leonardo Gesi - Bandoneón.
- Juan Abel Elias - Batería.

## Discografía

### Álbumes
- Los porteños de Gardel - 2004
- Tangolpeados - 2006
- Rezongando rezongar - 2007
- El hombre muere del hombre - 2008
- Matemos al televisor - 2009